# Centropogon capitatus
Centropogon capitatus är en klockväxtart som beskrevs av Emmanuel Drake del Castillo. Centropogon capitatus ingår i släktet Centropogon och familjen klockväxter. Inga underarter finns listade i Catalogue of Life.